# الأقسام التحضيرية للمدارس العليا

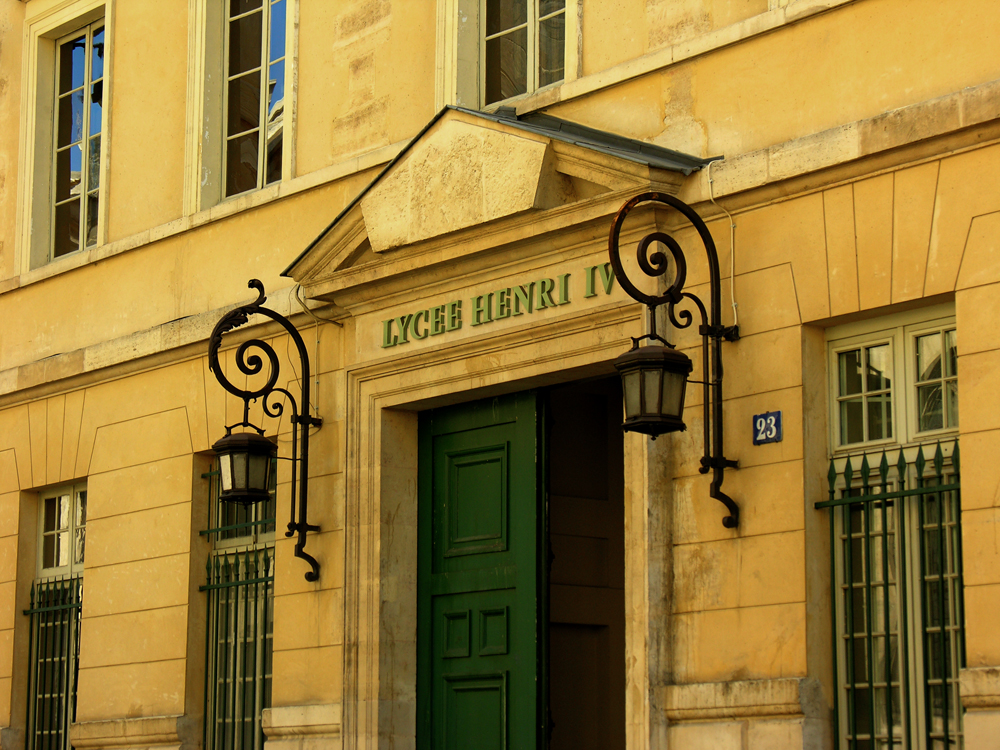

الأقسام التحضيرية أو ما يسمى بالأقسام التحضيرية للمدارس العليا للمهندسين وباختصار "أ ت م ع"، هو نظام أكاديمي للتعليم العالي يفتح أبوابه في وجه التلامذة الحاصلين على شهادة الباكالوريا بشعبة العلوم الرياضية أو العلوم التطبيقية بميزتي حسن وحسن جدا، وقد أنشئ هذا النظام بقرار من وزارة التربية والتعليم الفرنسية في أواخر القرن التاسع عشر الميلادي، ثم امتد ليَطبق في كل أرجاء فرنسا وبعض دول المغرب العربي كالمغرب والجزائر وتونس.
و من مميزات هذا النظام الفريد كونه الطريق الوحيد للوصول إلى المدارس العليا للمهندسين وللطيران العسكري والمدني، كما أن تلامذته يشكلون فئة نخبوية تنتقى بعناية حسب ميزة الشهادة المحصل عليها خلال اجتياز امتحان شهادة الباكالوريا وكذا حسب آراء هيئات تعليمية عالية التكوين تتشكل من موجهين تربويين وأساتذة وخبراء وسلوك التلميذ.

## الشعب
يعرف نظام الأقسام التحضرية تعددا على مستوى الشعب، وهي كالتالي:
- رياضيات عليا: وهي الشعبة الأكثر انتشارا حيث يتركز بها ما يقارب 85% من تلامذة الأقسام التحضيرية، وتهتم بالأساس بمادة الرياضيات وبمادتي الفيزياء والكيمياء فبمادة علوم المهندس في هذا الترتيب، ثم يضاف إلى هذة المواد مواد أخرى ثانوية كاللغات والفلسفة والإعلاميات.
- فيزياء كيمياء عليا: هي الشعبة الثانية من حيث الانتشار، وتهتم كما يدل الاسم على ذلك بمادتي الفيزياء والكيمياء فبالرياضيات ثم علوم المهندس وباقي المواد الثانوية.
- تكنولوجيا عليا: وهي شعبة تهتم بالجانب التقني أكثر من النظري، ويتلقن تلامذة هذه الشعبة دروسا حول الأجهزة التكنولوجية عالية الدقة وحول كيفية تطويرها أو إصلاحها.

## التقسيم الزمني
تمتد مدة الدراسة بالأقسام التحضيرية لمدة سنتين متتاليتين ومتكاملتين، السنة الأولى هي سنة تعتمد في تقييمها لكفاءة التلميذ على المراقبة المستمرة وملاحظات المدرسين ونتائج الاختبارات الأسبوعية الكتابية منها والشفوية، أما السنة الثانية فهي سنة مصيرية بالنسبة لكل تلميذ حيث يوضع أمام مباراة وطنية تؤطرها وزارة التربية والتعليم وتمكنه في حالة الاجتياز من الالتحاق بإحدى المدارس العليا للمهندسين الوطنية حسب الميزة والترتيب الوطني، كما يمكن لتلامذة الأقسام التحضيرية بكل الدول التي تعتمد هذا النظام من المشاركة في مباراة تنظمها دولة أخرى من الدول المذكورة سلفا والالتحاق بمدارسها.
لكل الشعب في السنة الأولى مقابل في السنة الثانية يكون محددا مسبقا بتوافق في المقررات، وهي كالتالي:
- رياضيات خاصة لتلامذة رياضيات عليا السنة الأولى.
- فيزياء وكيمياء خاصة لتلامذة فيزياء وكيمياء خاصة السنة الأولى.
- تكنلوجيا خاصة لتلامذة تكنلوجيا عليا السنة الأولى.